# Mitrailleuse de Reffye

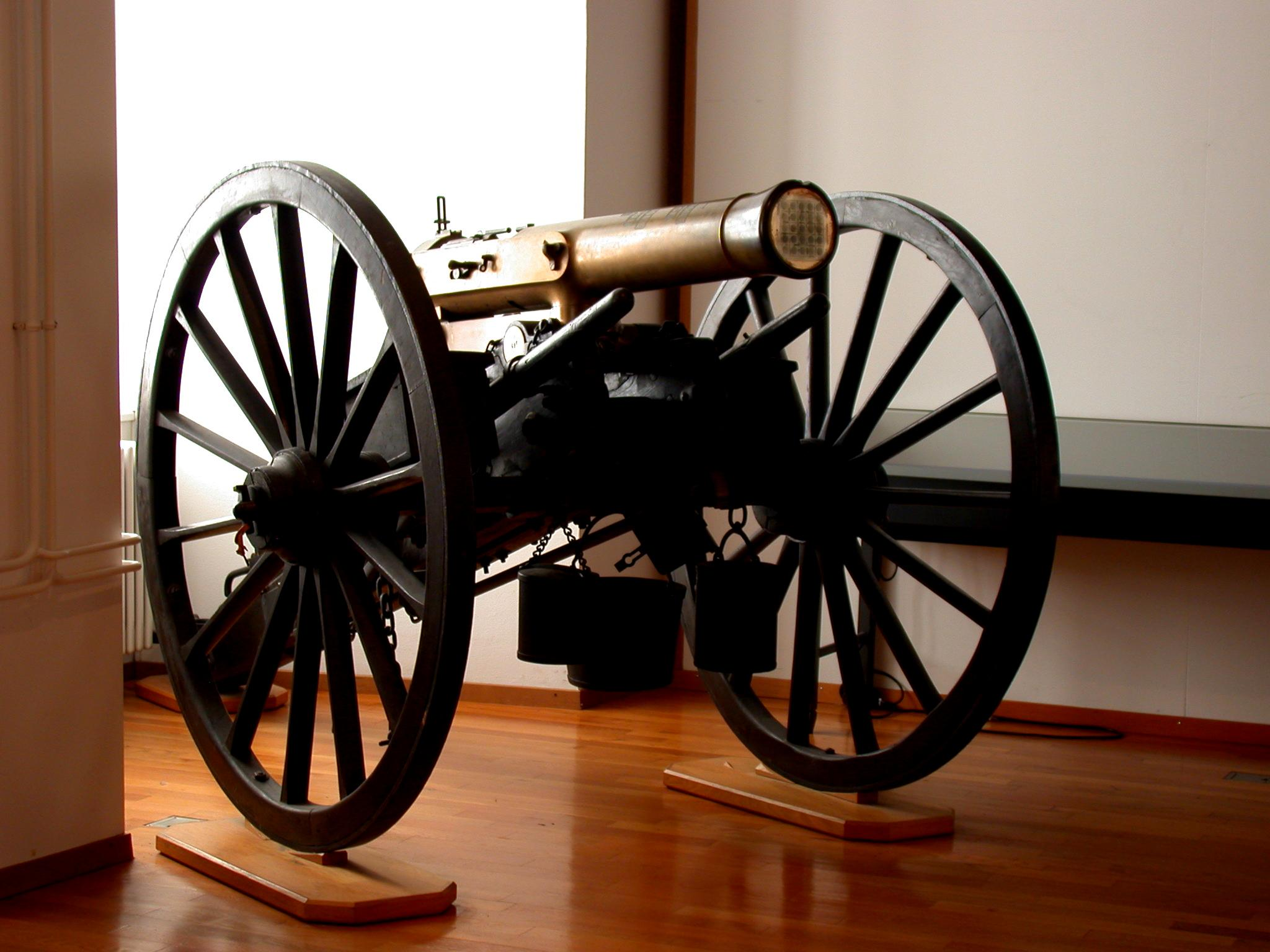
Mitrailleuse de Reffye

Mitrailleuse (též canon á balles, česky kartáčovnice, německy Kugelspritze) byla francouzská protipěchotní rychlopalná zbraň označovaná také jako mechanický kulomet.
Autorem prototypu této mitrailleusy byl belgický inženýr Joseph Montigny. Po vylepšeních, které provedl francouzský podplukovník Verchére de Reffye byla do výzbroje francouzské armády přijata v roce 1866. Zbraň vzhledem připomínající běžný kanón tvořila dvoukolová polní lafeta, na které bylo umístěno 25 puškových hlavní typu Chassepot ráže 11 milimetrů složených do svazku o čtvercovém průřezu, přičemž stranu čtverce tvořilo pět hlavní. Svazek byl uzavřen do bronzového válce, který byl na lafetu umístěn stejným způsobem, jako běžná dělová hlaveň. Na zadním konci válce se nacházel pro všechny hlavně společný závěrový mechanismus se spirálovými pružinami zajišťujícími odpalování. Do proluky mezi zadními konci puškových hlavní a závěrovým mechanismem se vkládala nabíjecí deska o dvaceti pěti komorách, jejichž rozmístění souhlasilo s rozmístěním jednotlivých hlavní. Deska byla ručně nabíjena puškovými náboji ráže 11 milimetrů. V zadní části mechanismu se nacházela klika sloužící k odpalování nábojů. Při pomalejším otáčení docházelo k odpalování postupnému, při rychlém k hromadnému. Při pomalejším způsobu dosahovala kadence 75 ran za minutu, při rychlém až 125 ran za minutu. Po vyprázdnění desky došlo k její výměně. Maximální dostřel zbraně byl shodný, jako u pušky Chassepot, jejíž hlavně využívala, tj. 1200 až 1600 metrů. Celková hmotnost zbraně společně s dotací 2100 nábojů činila 1800 kilogramů.
První prototypová série čítala 166 kusů. Po jejím ověření došlo v roce 1868 k sériové výrobě. Nejzásadnějším konfliktem, kterého se zbraň zúčastnila, byla Prusko-francouzská válka mezi lety 1870 a 1871. Na jejím počátku se ve stavech francouzské armády nacházelo 26 baterií vždy se šesti kusy této zbraně. Poměrně nový typ zbraně se osvědčil v případech jejího správného taktického použití. V případě včasného odhalení palebného postavení nepřítelem nebyly schopny mitrailleusy klást odpor běžnému dělostřelectvu z důvodu krátkého dostřelu. Bylo-li palebné postavení dostatečně zamaskováno, osvědčily se mitrailleusy např. při obraně pevností proti blízko operující pruské pěchotě.